# テクノステージ和泉

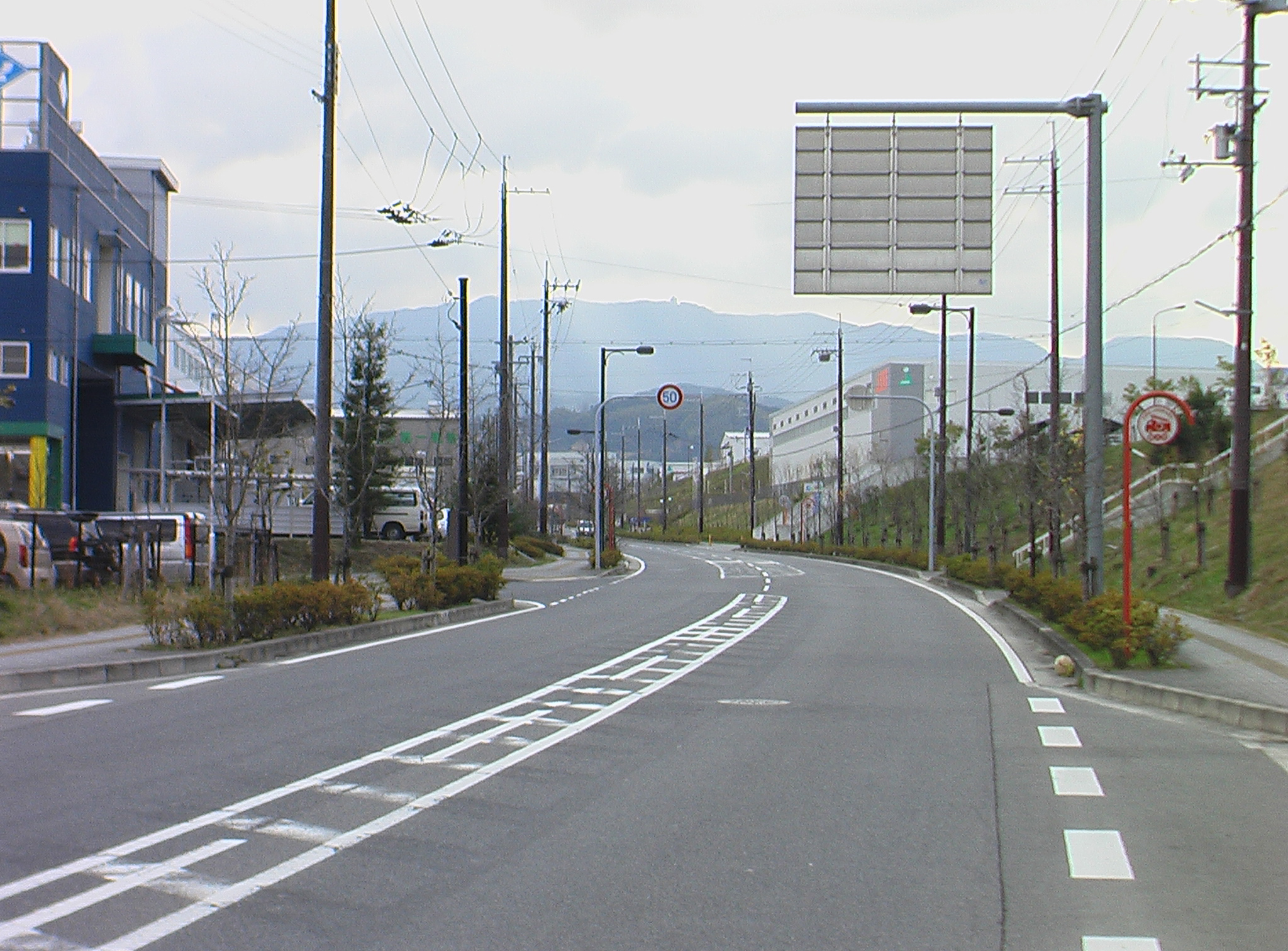
テクノステージ和泉

テクノステージ和泉（テクノステージいずみ）は、大阪府和泉市にある工業団地。

## 概要
1993年（平成5年）の阪和自動車道堺IC-岸和田和泉IC間開通、1995年（平成7年）の泉北高速鉄道和泉中央駅開業をきっかけとして、和泉市では市の産業活性化のために南松尾地区に工業団地を設置し、本格的な企業の誘致を始めた。それがテクノステージ和泉である。1998年(平成10年)7月から産業用地の分譲が始まり、2006年(平成18年)3月末に、全画地が完売となった。
｢ 世界をリードする先端技術産業の育成をめざし、大阪産業技術総合研究所との連携を図った内陸部の緑豊かで快適な環境の中の産業団地（テクノパーク）の形成」をコンセプトとし、臨空型先端産業拠点の形成、新しい地域産業の形成、21 世紀を先導する個性的な産業団地の形成を目標として開発された。総面積は103.4haに達し、そのうちの約6割は産業用地、約4割は公共用地として使用されている。域内を唐国久井線が南北に通っており、道路境界沿いには法面保全エリアが定められている。よって、周囲には産業施設が多く立ち並んでいるが開放的な沿道空間となっている。
泉北地域の第2のニュータウンであるトリヴェール和泉の南西に位置し、岸和田和泉ICと国道170号（大阪外環状線）に近接する。設置当初はまだ社会の認知度が低く、進出する企業が少なかったが、トリヴェール和泉の人口増加も相まって次第に企業の進出が進み、認知度も高くなっていった。現在では多くの企業が立地し、大阪府下の郊外型工業団地としては有数の規模を誇るまでに至っている。和泉市内はもちろん、泉大津市、忠岡町、岸和田市、高石市、堺市、河内長野市、大阪狭山市、大阪市など、市外からの通勤者も少なくない。

## 交通アクセス

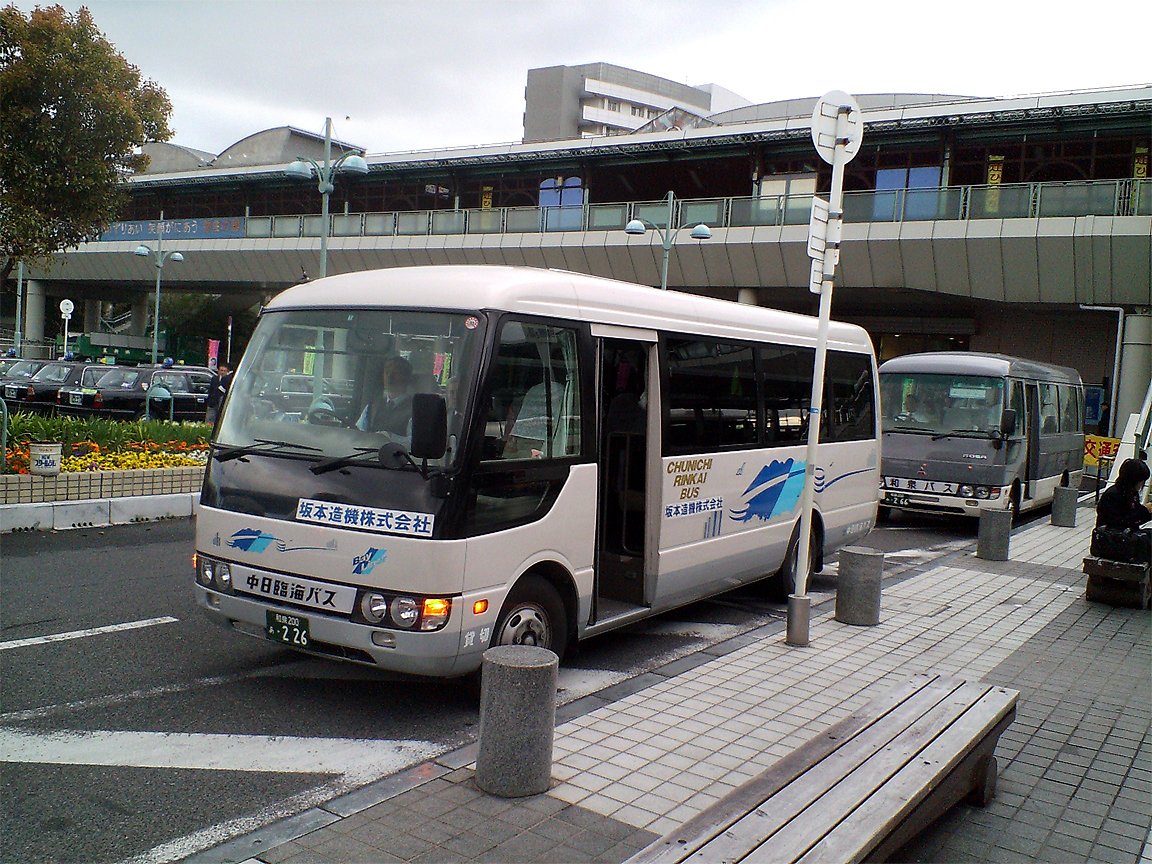
和泉中央駅から発着する企業の送迎バス （中日臨海バス）

### 公共交通の場合
- 南海バスが南海泉北線和泉中央駅とテクノステージ和泉を結ぶ路線バスを運行。5番乗り場『和泉商工会議所』行きで所要時間約20分。
- テクノステージ和泉の立地企業によっては、和泉中央駅から発着する送迎バスを運行している場合がある。委託先として最も多くの企業が利用しているのが中日臨海バスだが、他のバス会社に運行を委託している企業もあり、中には、送迎バス用の車両を自社で所有しているケースもある。

### 自動車の場合
- 吹田インターチェンジ → 松原ジャンクション（近畿自動車道約21分） → 岸和田和泉インターチェンジ（阪和自動車道約7分） → 一般道路（和泉市道唐国久井線）を約1.5Km走る。
- 南河内方面からのマイカー通勤なら、国道170号（大阪外環状線）の利用が便利である。